# جان فاولز
جان فاولز (انگلیسی: John Fowles؛ زاده ۳۱ مارس ۱۹۲۶ درگذشته ۵ نوامبر ۲۰۰۵) رمان‌نویس بریتانیایی بود.

## زندگی
جان رابرت فاولز در تاریخ ۳۱ مارس ۱۹۲۶ در لی-آن-سی شهرک کوچکی در ۶۰ کیلومتری لندن متولد شد. دوره متوسطه را در مدرسه بدفورد سپری کرد. پس از آن که مدت کوتاهی در دانشگاه ادینبورگ تحصیل کرد در سال ۱۹۴۵ برای خدمت نظامی به ارتش پیوست، دوران آموزشی وی مقارن با اتمام جنگ جهانی دوم بود لذا فاولز به‌طور مستقیم در نبردهای آن جنگ حضور نداشت. پس از چندی دریافت که زندگی نظامی با روحیات وی سازگار نیست بنابراین در سال ۱۹۴۷ تصمیم گرفت ارتش را ترک کند.
پس از آن به اکسفورد رفت و در آنجا بود که اگزیستانسیالیسم را کشف کرد و به آثار ژان پل سارتر و آلبر کامو علاقه‌مند شد. فاولز در سال ۱۹۵۰ در رشته زبان فرانسوی فارغ‌التحصیل شد و کارش را به عنوان نویسنده آغاز کرد.
سال ۱۹۴۵ در دوران جنگ جهانی دوم به خدمت اجباری سربازی رفت ولی جنگ اندکی پس از آموزشی‌اش پایان یافت و او مجبور نشد به جبهه برود. پس از سربازی به آکسفورد رفت و با آثار اگزیستانسیالیست‌های فرانسوی آشنا شد. او به خصوص کامو و سارتر را می‌ستود و با نظرات‎شان در باب هم‌رنگی با هنجارها و آزادی اراده توافق داشت. سال ۱۹۵۰ مدرک زبان فرانسه گرفت و معلم شد. یک سال در دانشگاه پواتیه‌ی فرانسه و دو سال در کالج آناگریوس جزیره‌ی اسپتسای یونان انگلیسی درس داد و نهایتاً از ۱۹۵۴ تا ۱۹۶۴ در کالج گادریک لندن ادبیات انگلیسی تدریس کرد که در سال‌های آخر، ریاست دپارتمان انگلیسی را هم بر عهده داشت.
دورانی که در یونان گذراند تأثیر عمیقی بر او گذاشت. در طول اقامتش در جزیره شروع به نوشتن شعر کرد. از ۱۹۵۲ تا ۱۹۶۰ چندین رمان نوشت ولی هیچ‌کدام را به ناشر نداد، چون به نظرش کامل نبودند. اواخر سال ۱۹۶۰ فاولز اولین دست‌نویس رمان «کلکسیونر» را چهار هفته‌ای نوشت، ولی تا تابستان ۱۹۶۴ مرتب بازنویسی‌اش کرد تا این‌که در نهایت، آن را تحویل ناشر داد. کتاب در سال ۱۹۶۳ روی پیش‌خوان کتاب‌فروشی‌ها آمد و بسیار پرفروش شد. تحسین منتقدان و موفقیت مالی کلکسیونر باعث شد فاولز بتواند تدریس را رها کند و تمام‌وقت به نوشتن بپردازد.. اثر دیگر او که در ایران نیز مورد توجه قرار گرفت، مجوس نام دارد.
جان فاولز در روز شنبه ۵ نوامبر ۲۰۰۵ در پی یک بیماری طولانی در ۷۹ سالگی در منزل مسکونی‌اش در لایم ریجیس در جنوب غربی انگلستان درگذشت.